# San Miguel (Allariz)
San Miguel es un lugar situado en la parroquia de Torneiros, del concello de Allariz, en la provincia de Orense, Galicia, España.